# Żelistrzewo
Żelistrzewo (deutsch Sellistrau (1942–1945 Sellen), kaschubisch Żelëstrzewò) ist ein Dorf in der  Landgemeinde Puck im Kreis Puck in der polnischen Woiwodschaft Pommern.

## Geographische Lage
Das Dorf liegt südlich der Stadt Puck im südöstlichen Bereich der Landgemeinde Puck auf der Putziger Kämpe.